# Pselliophora pumila
Pselliophora pumila är en tvåvingeart som beskrevs av Alexander 1922. Pselliophora pumila ingår i släktet Pselliophora och familjen storharkrankar. Inga underarter finns listade i Catalogue of Life.